# Genelia D’Souza
Genelia D’Souza (ur. 5 sierpnia 1987 w Bombaju) – indyjska aktorka, która od 2003 gra w filmach w języku telugu, tamilskim, kannada i hindi. Nagrodzona za debiut w Boys i za role w Bommarillu (w obu filmach w parze z Siddharth Narayanem).
Jej rodzina przeprowadziła się do Bombaju z Goa, jest chrześcijanką.

## Filmografia
| Rok  | Film                 | Rola           | Język    | grają z nią                                 | uwagi                                                                                                   |
| ---- | -------------------- | -------------- | -------- | ------------------------------------------- | --- |
| 2003 | Tujhe Meri Kasam     | Anju           | hindi    | Riteish Deshmukh                            | remake filmu w telugu Nuvve Kaavaali – nominacja do Nagrody Screen Weekly za Najlepszy Debiut (w hindi) |
| 2003 | Boys                 | Harini         | tamilski | Siddharth Narayan, Bharath                  | dubbing w telugu pt. Boys                                                                               |
| 2003 | Satyam               | Ankitha        | telugu   | Sumanth                                     | |
| 2004 | Masti                | Bindhiya       | hindi    | Ajay Devgan, Vivek Oberoi, Riteish Deshmukh | |
| 2004 | Samba                | Sandhya        | telugu   | Jr. NTR, Bhoomika Chawla                    | Dubbed into Tamil as Samba                                                                              |
| 2005 | Naa Alludu           | Gagana         | telugu   | Jr. NTR, Shriya Saran                       | Dubbing w tamilskim pt. Madhurai Mappilai                                                               |
| 2005 | Sachein              | Shalini        | tamilski | Vijay, Bipasha Basu, Linda Arsenio          | |
| 2005 | Subhash Chandra Bose | Anitha         | telugu   | Venkatesh, Shriya Saran                     | |
| 2005 | Sye                  | Indhu          | telugu   | Nitin, Shashank                             | Dubbing w tamilskim pt. Kazhugu                                                                         |
| 2006 | Happy                | Madhumathi     | telugu   | Allu Arjun, Manoj Bajpai                    | Dubbing w malajalam pt. Happy                                                                           |
| 2006 | Raam                 | Lakshmi        | telugu   | Nitin, Hrishitaa Bhatt                      | |
| 2006 | Bommarillu           | Hasini         | telugu   | Siddharth Narayan, Neha Bamb                | nagroda Filmfare dla Najlepszej Aktorki (Telugu) Nagroda Santosham dla Najlepszej Aktorki               |
| 2006 | Chennai Kadhal       | Narmadha       | tamilski | Bharath                                     | |
| 2007 | Dhee                 | Pooja          | telugu   | Vishnu Vardhan Babu                         | |
| 2008 | Mr. Medhavi          | Swetha         | telugu   | Raja                                        | |
| 2008 | Satya In Love        | Veda           | kannada  | Shivarajkumar                               | |
| 2008 | Santosh Subramaniam  | Hasini         | tamilski | Jayam Ravi                                  | remake filmu telugu Bommarillu                                                                          |
| 2008 | Mere Baap Pehele Aap | Sheekha Kapoor | hindi    | Akshaye Khanna                              | |
| 2008 | Ready                | Puja           | telugu   | Ram                                         | |
| 2008 | Jaane Tu Ya Jaane Na | Aditi Mahant   | hindi    | Imran Khan                                  | |